# Malle (Belgien)
Malle ist eine Gemeinde in den Kempen der belgischen Provinz Antwerpen mit 16.194 Einwohnern (Stand: 1. Januar 2024). Die Gemeinde umfasst die Dörfer Oostmalle und Westmalle. Malle erstreckt sich über eine Fläche von 51,99 km² und weist somit eine Bevölkerungsdichte von 311 Einwohnern/km² auf.

## Besonderheiten
Oostmalle war bis 1976 eine unabhängige Gemeinde. Sie hat eine Fläche von 28,27 km² und hatte 2004 6.510 Einwohner.
In Westmalle befindet sich das Trappistenkloster Abdij van Onze-Lieve-Vrouw van het Heilig Hart, in dessen Brauerei das bekannte Trappistenbier Westmalle gebraut wird.

## Städtepartnerschaften
Partnerstädte vom Malle sind:
- Hartley Wintney, Vereinigtes Königreich
- Heusenstamm, Deutschland
- Saint-Savin-sur-Gartempe, Frankreich
- Zakrzówek, Polen

## Söhne und Töchter der Gemeinde
- Frans Mintjens (* 1946), Radrennfahrer
- Kris Boeckmans (* 1987), Radrennfahrer
- Niels Vandeputte (* 2000), Radrennfahrer

## Nachweise
1. ↑  Website Malle – Partnergemeenten (Memento des Originals vom 29. Mai 2017 im Internet Archive)  Info: Der Archivlink wurde automatisch eingesetzt und noch nicht geprüft. Bitte prüfe Original- und Archivlink gemäß Anleitung und entferne dann diesen Hinweis.